# Еритроцит
Еритроцитите са основна част от формените елементи на кръвта. Образуват се в костния мозък. Наред с транспорта на кислород от белите дробове до тъканите и въглероден двуокис от тъканите до белите дробове хемоглобинът в еритроцитите има съществено значение като буфер в поддържането на киселинно-алкалното състояние в кръвта: около 80% от буферните системи на кръвта се падат на еритроцитите. Еритроцитите участват и в регулацията на йонния състав на кръвта, тъй като тяхната мембрана е пропусклива за аниони и непроницаема за катионите и хемоглобина. Средната продължителност на живота на еритроцитите е до 120 дни.
Определянето на количеството на клетъчните съставки на кръвта – еритроцити, левкоцити и тромбоцити се свежда до преброяването им в определен обем кръв. То е едно от основните и най-чести лабораторни изследвания. Единица обем за изразяване концентрацията на клетките в кръвта е литърът. За изброяването на клетъчните съставки на кръвта и по специално на еритроцитите се използват мануални визуалнооптични т.е камерни методи, които се смятат за вече остарели, и електронни методи с хематологични анализатори, навлезли в повечето клинични лаборатории.
Референтни стойности за хематокрит – отношението на формените елементи на кръвта към общия обем кръвна субстанция
- Мъже: 0,40 – 0,54
- Жени: 0,37 – 0,47

Преброяването на формените елементи в кръвта обикновено се съпровожда с морфологично изследване в кръвна натривка, която се оцветява по определени изисквания. При морфологична диференциация и характеристика на кръвните клетки в оцветен препарат от значение са следните основни морфологични белези:
- големина на клетката,
- съотношение ядро – цитоплазма (ядрено-цитоплазмен индекс),
- форма на ядрото,
- големина на ядрото,
- хроматинов строеж на ядрото,
- наличие на нуклеоли,
- големина и брой на нуклеолите,
- цвят на цитоплазмата,
- структура на цитоплазмата,
- наличност на гранули в цитоплазмата – форма, големина и цвят,
- вакуоли,
- фагоцитарни елементи.

## Морфология на клетките от червения кръвен ред
Еритроцитите произхождат от еритропоетичната тъкан (еритрон) в костния мозък. Преминават през няколко фази на развитие:
- Проеритробласт – големина 15-20 микрометра, овална форма, често е с неравен ръб и с „ушички“, образувани при изтегляне на натривката, поради лесната ранимост на цитоплазмата. Съотношението ядро-цитоплазма е в полза на ядрото. Ядрото е кръгло, разположено в средата на клетката. Хроматинът е финомрежест като се забелязват пресечените места в мрежата. Съдържа 2-3 нуклеоли, обикновено ясно видими с доста уплътнен кант. Цитоплазмата има интензивно син цвят поради голямото количество на РНК. В нея често се наблюдават шупли.

- Базофилен еритробласт – кръгла клетка с диаметър 10-15 микрометра. Ядрото е кръгло, централно разположено и няма нуклеоли. Хроматинът образува радиално разположени гредички. Цитоплазмата е тъмно синя безструктурна. Базофилните еритробласти се делят интензивно и често се наблюдават на групи. При базофилните еритробласти започва процесът на хемоглобинизиране.

- Полихроматофилен еритробласт – клетката има големина 9-12 микрометра и има кръгла форма. Съотношението ядро-цитоплазма намалява. Ядрото е кръгло, централно разположено без нуклеоли, с уплътнен хроматин с по-силно изразена пикноза. Поради значителен примес на хемоглобин цитоплазмата придобива светлосиньочервен цвят.

- Оксифилен еритробласт – клетката е с кръгла форма и диаметър 7-10 микрометра. Ядрото е кръгло, с тъмен плътен хроматин, който се превръща в безструктурна маса. То е разположено ексцентрично, близо до клетъчната мембрана. Цитоплазмата е оксифилна богата на хемоглобин. Хемоглобинизирането е почти напълно завършено. Оксифилният еритробласт се освобождава от ядрото и се превръща в ретикулоцит. Той съдържа и РНК, която осигурява синтезата на хемоглобин през следващите няколко дни. В тази последна фаза на съзряване ретикулоцитът напуска костния мозък и завършва трансформацията си в зрял еритроцит в слезката и циркулиращата кръв и так на татък...

Ядроносните еритроцити съставляват около 20% от костномозъчните клетки. В периферната кръв се появяват при тежко протичащи анемични състояния.

## Нормална морфология на еритроцитите
Тази клетка е безядрена и се нарича нормоцит и е с диаметър 7-8 микрометра. Има формата на двойно вдлъбнат (биконкавен) диск. Тази конфигурация осигурява възможно най-голяма повърхност за обмяната на кислорода между тях и обкръжаващата ги среда. Формата му е кръгло-овална като периферията е по-дебела с около 2 микрометра от центъра, чиято дебелина е 1,5 микрометра. Поради по-малката си дебелина централната му част се оцветява по-слабо и се вижда като централно просветление. При оцветяване по Романовски Гимза еритроцитът се оцветява в розово.
Еритроцитите съдържат около 70% вода, 25% хемоглобин и 5% други вещества като протеини, липиди, глюкоза и минерални вещества, а също и редица ензими необходими за вътреклетъчната обмяна. Не притежават собствени движения. За качествена характеристика на оцветката на еритроцитите в натривка се използва терминът ортохромия, а за количествената характеристика на интензивността на тяхната оцветка се използва терминът нормохромия.

## Патологична морфология на еритроцитите
За диагностиката на различните видове анемии особено голямо значение има отчитането на настъпилите изменения по показателите:
- Големина
- Форма
- Оцветяване
- Включвания

### Промени в големината
Разликата в големината на еритроцитите е един от ранните признаци на анемията и се нарича анизоцитоза.
- Макроцити (макроцитоза) – това са еритроцити с диаметър по-голям от 9 микрометра и среден еритроцитен обем над 94fl. Централното просветление е запазено. Появяват се в циркулиращата кръв след денуклеация на еритробластите в по ранните стадии на узряване на еритроцитите. При наличие на единични макроцити в циркулиращата кръв стойностите на MCV могат да бъдат в референтни граници на този показател. Макроцитоза освен физиологично при новородените се установява понякога при чернодробни заболявания, при левкоза, при остри хеморагични анемии, при оловно отравяне, тя е характерна и за анемии причинени от недоимък на хемопоетичен фактор.

- Микроцити (микроцитоза) – това са еритроцити с диаметър под 6 микрометра, а средният еритроцитен обем е под 80fl. Микроцитите се срещат най-често при анемии, причинени от недоимък на желязо, и таласемия. Появата на микроцити в циркулиращата кръв е свързана с непълноценна еритропоетична функция на костния мозък.

- Шизоцити – представляват малки еритроцитни фрагменти (отломки от еритроцити) с неправилна форма. Появяват се в циркулиращата кръв вследствие на неустойчивостта на еритроцитите при тежки увреждания на хемопоезата. Срещат се най-често при хемолитични анемии и тежки изгаряния.

- Анизоцити (анизоцитоза) – това е състояние, при което в циркулиращата кръв се срещат различни по големина еритроцити. Умерени вариации в размера на еритроцитите се срещат и у здрави лица – физиологична анизоцитоза. За патологично променени по размер еритроцити се смятат тези, чийто диаметър е по-малък от 6,2 микрометра или по-голям от 8,2 микрометра. В зависимост от преобладаването на големи или малки по размер еритроцити се различава съответно макро- или микроанизоцитоза. Най-често анизоцитозата се дължи на наличието на различни по възраст еритроцити. Тя е един от важните признаци на анемията. Среща се при левкоза, анемии, при чернодробни заболявания, остри следкръвоизливни анемии, отравяния с олово и други. Не е установена пряка зависимост между стойностите на MCV и анизоцитозата. Тя може да бъде съпроводена с ниски, нормални или повишени стойности на MCV.

### Промени във формата
- Пойкилоцити (пойкилоцитоза) – това са червени кръвни клетки с неправилна най-често крушовидна форма. Пойкилоцитозата се дължи на неустойчивост на еритроцитите вследствие на тежки увреждания на еритропоетичната функция на костния мозък. Тя е важен признак, който се среща при тежко изразени анемични състояния и в повечето случаи има неблагоприятно прогностично значение. Среща се при анемии, предизвикани от недоимък на желязо, при пернициозна анемия, при миелопролиферативен синдром, след кръвоизливна анемия, средиземноморска анемия.

- Сфероцит (сфероцитоза) – сфероцитите са еритроцити със сферична форма. В натривка от периферна кръв, оцветена по Романовски-Гимза те нямат централно просветление и са еднакво оцветени, както в централната, така и в периферната част. Всъщност сфероцитът не е напълно сферичен. Той е с увеличена дебелина но запазва формата на двойно вдлъбнат диск-съотношението между диаметъра и дебелината му е 2,4. Повърхността му е намалена, а MCV е в референтни граници. Появата на сфероцити в циркулиращата кръв вероятно се дължи на промени в еритроцитната мембрана или на дефект в някои от ензимните системи включени в еритроцитите. Еритроцитите с увеличена дебелина и намален диаметър се наричат микросфероцити. Диаметърът им е под 6,2 микрометра. Микросфероцитозата се среща при вродената микросфероцитна анемия на Минковски-Шофар, хемолитични анемии. Понякога микросфероцитозата се среща и в натривка от периферна кръв на деца, без да има особено клинично значение.

- Елиптоцити (елиптоцитоза) – в кръвна натривка елиптоцитите имат елипсовидна или овална форма. Съотношението между двата им диаметъра е по-голямо от 1,25, а при силно изразена елиптоцитоза е над 2,5. По-голямата дължина на единия диаметър обуславя характерната елипсовидна форма на този еритроцит. Под електронен микроскоп елиптоцитите от човешка кръв имат биконкавна форма (форма на гири) в една плоскост и елипсовидна форма в друга плоскост поради биполярно разполагане на хемоглобиновото съдържимо. Появата на елиптоцити в циркулиращата кръв най-вероятно се дължи на дефект в гликолитичната верига на еритроцитите. Най-често те се срещат при вродената елиптоцитна анемия, като дефектът се предава по автозомно-доминантен път. При безсимптомни случаи осмотичната резистентност на елиптоцитите е в референтни граници, докато при вродената елиптоцитна хемолитична анемия е увеличена.

- Дрепаноцити (сърповидни клетки) – еритроцити със сърповидна, неправилна вретеновидна или нишковидна форма. Тези форми са резултат най-често от въздействието на вещества със силно редуциращо действие – натриев метабисулфид, натриев дитионит и др. Сърповидна форма еритроцитите придобиват когато съдържат HBs. При рязко намаляване на кислородното им съдържание се образуват редуцирани форми на HBs, който е значително по трудно разтворим от редуцирания HBa. Редуцирания HBsизкристализира вътреклетъчно, при което еритроцитите приемат посочените форми. В циркулиращата кръв дрепаноцитите се срещат при наследствени конституционни анемии: вродена дрепаноцитна анемия, дрепаноцитна таласемия.

- Таргетни клетки(мишеновидни) – Таргетните клетки са еритроцити, които в натривка оцветена по Романовски-Гимза, поради висока концентрация на хемоглобина са по-тъмно оцветени в централната и периферната част. Между двете зони остава светъл пръстен. Клетката се оприличава на мишена. Появата им в циркулиращата кръв се дължи на диспропорция между повърхност и обем, която довежда до неравномерното разпределяне на хемоглобина в еритроцитите. Такива клетки се срещат при хемолитични анемии, таласемия, хемоглобиноза С, след спленектомия и тежки желязонедоимъчни анемии и при средиземноморска анемия (болест на Кули, голяма таласемия, лат. talassemia major).

- Клековидни клетки (burr cells) – Това са еритроцити, по чиято повърхност се срещат един или няколко остри шипа, по тази причина някои ги наричат шпорови клетки. Предполага се че тяхната поява в кръвта се дължи на механично, токсично или метаболитно увреждане. Срещат се при анемия вследствие на уремия, при хемолитична анемия, апластична анемия, анемия вследствие на недоимък на пируваткиназа, стомашен карцином, кървяща язва.

- Акантоцити – имат по повърхността си израстъци, подобни на тръни, и имат назъбена повърхност. Появата им се дължи на нарушен липиден обмен на еритроцитната повърхност. Акантоцитозата се среща при намален толеранс към въглехидрати, недоимък на витамин Е, смущение в абсорбцията на липидите, хипохолестеролемия, ниско ниво на общите масти, или на фосфолипидите в серума и др.

- Мегалоцити – имат големина над 10 микрометра, формата им е овална. Оцветяват се равномерно, липсва централно просветление. Мегалоцитите са по-дебели и не показват двойно вдлъбване. Произхождат от мегалобластите. Мегалоцитите са специфични клетки, които се срещат при пернициозна анемия и пернициозоподобни анемии. Причината за тяхната поява в циркулиращата кръв е нарушеното преработване, абсорбиране, отлагане и използване на витамин В12 и фолиева киселина.

### Промени в оцветяването
- Хипохромен еритроцит – при оцветяване по Романовски-Гимза оцветката му е бледа. Централното просветление е силно изразено, дебелината на еритроцита е намалена. Хипохромията се дължи на намален хемоглобинов пълнеж. Тя е важен показател при оценка на анемичното състояние. Срещат се при желязонедоимъчни анемии, таласемии и др.

- Анулоцит(песарни форми) – Тези еритроцити показват обагряне само по ръба на клетката, поради което имат вид на пръстен. Хемоглобиновият пълнеж е силно намален. Срещат се при тежки анемични състояния.

- Полихроматофилни еритроцити – това са по-млади червени клетки, в които процесът на хемоглобинизиране не е завършен. Оцветяват се виолетово. Оцветката им се далжи на основния базофилен фон на еритробластите, който примесен към хемоглобиновата оцветка придава виолетов цвят на еритроцитите. Наличието им се дължи на преминаването на незрели еритроцити в периферната кръв. То е показателно за добра регенераторна способност на костния мозък по отношение на еритропоезата. Анемичните състояния произтичащи с полихроматофилия имат добра прогноза. Срещат се при хемолитични анемии, остри кръвозагуби.

- Базофилни еритроцити – при тежко протичащи анемии може да се наблюдават съвсем незрели, синьообагрени еритроцитни форми.

### Патологични включвания на еритроцитите
- Телца на Хауел-Жоли – те представляват едно до три кръгли виолетовооцветени включвания в еритроцитите. По-конкретно, те са базофилни остатъци от ядрената ДНК в циркулиращите еритроцити. Срещат се при заболявания на слезката, съпроводени с анемии, пернициозна анемия, при някои хемолитични анемии, желязонедоимъчна анемия, а също така и след спленектомия.

- Пръстени на Кабът – бледорозови включвания в еритроцитите, наподобяващи пръстен или осморка. Срещат се при пернициозна анемия, отравяне с олово, левкози.

- Сидероцитни гранули – това са желязосъдържащи структури. Гранулите са нежни, обикновено няколко на брой, но могат да бъдат и единични. Електронно-микроскопски се установява, че това са митохондрии, съдържащи желязо. Срещат се при сидероахростични анемии, тежки хемолитични анемии, след спленектомия.

- Базофилно пунктирани еритроцити – в някои от еритроцитите се появяват от 5-10 синьо оцветени гранули, особено отчетливи при комбинирано оцветяване по Папенхаймн или с метиленово синьо. Намирането им и признак за токсично увреждане на костния мозък, например отравяне с олово.